# Вестфолл
Вестфолл (норв. Vestfold) — один із норвезьких фюльке (районів). Розташований у південній частині регіону Естланна (Східна Норвегія). Адміністративний центр — місто Тенсберг. Межує з фюльке Бускеру та Телемарк.
У 2017 році уряд вирішив скасувати деякі округи та об'єднати їх з іншими округами, щоб утворити більші округи, зменшивши кількість округів з 19 до 11, що було реалізовано 1 січня 2020 року. Так Вестфолл було включено до складу нового фюльке Вестфолл-ог-Телемарк.
Проте з 1 січня 2024 року після рішення Стортингу від 14 червня 2022 року стало 15 округів. Зокрема, три з нещодавно об’єднаних округів (Вестфолл-ог-Телемарк, Вікен і Трумс-ог-Фіннмарк) розпалися та замінені своїми раніше об’єднаними округами, тож округ Вестфолл відновлено.

## Адміністративно-територіальний поділ

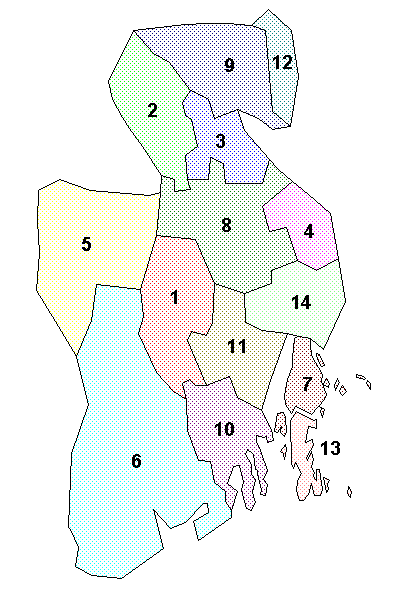
Комуни Вестфолла

Вестфолл поділяється на 14 комун:
1. Андебу
2. Гуф
3. Голместранн[2]
4. Гутен
5. Ладал
6. Ларвік
7. Неттерей
8. Ре
9. Санде
10. Саннефіорд
11. Стоке
12. Свельвік
13. Геме
14. Тенсберг